# John Morgan
John Bryan Morgan (Lexington, 31 marzo 1956) è un avvocato, giurista e politico statunitense.
È noto soprattutto per essere il fondatore dello studio legale specializzato in lesioni personali Morgan & Morgan. Politico ha descritto Morgan come "il padrino dell'emendamento sulla marijuana medica della Florida e un finanziatore democratico".

## Biografia
Morgan è nato il 31 marzo 1956 a Lexington, Kentucky, il maggiore di cinque figli, da Ramon Morgan e Patricia Morgan. Quando Morgan aveva quattordici anni, la sua famiglia si trasferì a Winter Park, Florida. Morgan iniziò a svolgere vari lavori in giovane età, mentre la sua famiglia aveva difficoltà finanziarie. Nel 1974, entrò all'Università della Florida, dove ottenne una laurea in arti nel 1978. Si prese una pausa di 18 mesi vendendo annunci per pagarsi gli studi presso la University of Florida Levin College of Law. Ha ottenuto il suo Juris Doctor nel 1982. Mentre era all'università, è stato eletto presidente della Florida Blue Key society. Morgan ha conosciuto sua moglie, Ultima Degnan, mentre studiava legge. Si sono sposati nel maggio 1982. Morgan e Ultima Ann Degnan hanno quattro figli.

## Carriera

### Inizio carriera legale
Dopo essersi laureato in giurisprudenza nel 1982, Morgan ha iniziato la sua carriera legale presso lo studio legale Billings, Morgan (nessuna parentela) e Cunningham a Orlando. Se ne è andato nel 1985 per co-fondare lo studio legale Griffin, Morgan & Linder, una partnership che è durata altri tre anni. Secondo Florida Trend, i soci differivano nelle loro opinioni sul marketing, in particolare, Morgan insisteva sulla pubblicità in televisione, che all'epoca era una pratica controversa per gli avvocati.

### Morgan & Morgan
Dal 1988 al 2005, Morgan è stato socio fondatore di Morgan, Colling & Gilbert. Nel 1989, lo studio legale ha iniziato a fare pubblicità aggressive in televisione e radio, con grande disappunto della comunità legale. La società ha anche praticato l'attrazione di giovani avvocati di alto livello da altri studi legali. All'inizio degli anni 2000, lo studio si è espanso in tutta la Florida con 420 dipendenti, e nel 2013 la società aveva 260 avvocati tra 1.800 dipendenti in Florida, Georgia, Mississippi, Kentucky e Manhattan.
Nel 2005, Morgan ha acquistato la quota della società dei suoi soci e ha rinominato lo studio Morgan & Morgan, aggiungendo anche sua moglie Ultima come socia. Tre dei suoi figli, Matt, Mike e Dan, alla fine si sono uniti allo studio legale.
Lo studio si definisce "il più grande studio legale per infortuni d'America". Morgan & Morgan ha sede a Orlando. Nel 2022, lo studio legale aveva oltre 3.000 dipendenti, tra cui 800 avvocati, in 49 Stati. Nel 2018, lo studio ha ricevuto oltre due milioni di telefonate e ha firmato 500 nuovi casi ogni giorno. Quell'anno, lo studio ha raccolto 1,5 miliardi di dollari in accordi e ha speso 130 milioni di dollari a livello nazionale in pubblicità. Morgan è stato uno dei primi avvocati a fare pubblicità su elenchi telefonici e spot televisivi.
Nel 2021, lo studio legale di Morgan ha licenziato metà del suo reparto marketing. Il licenziamento del personale è avvenuto sulla scia di una controversa campagna pubblicitaria nazionale di Morgan & Morgan, "Size Matters", che avrebbe dovuto trasmettere le grandi dimensioni dello studio, ma è stata criticata come una battuta inappropriata sul membro maschile. I dipendenti che sono stati licenziati avevano criticato le implicazioni fallace della campagna pubblicitaria. Lo studio ha affermato che nessuno è stato licenziato a causa della controversia che circondava la campagna.
Morgan & Morgan è stata coinvolta in una serie di casi legali degni di nota, tra cui l’incidente sulle Montagne Russe di Daytona Beach, il caso di molestie sessuali di Tampa Walgreens, un caso da ventidue milioni di dollari contro Healogics Inc., una causa importante contro R.J. Reynolds Tobacco Company nel 2018, e una class action contro un broker di dati, Exactis, per una violazione dei dati.
Nell'agosto 2022, Morgan ha recitato nello spot pubblicitario della sua azienda utilizzando il metaverso.

## Politica
Morgan è un importante donatore del Partito Democratico. Ha ricoperto il ruolo di presidente delle finanze statali dell'ex presidente Bill Clinton.
Ha dichiarato nel novembre 2016 che stava prendendo in considerazione la possibilità di candidarsi a Governatore della Florida alle elezioni del 2018. Il 24 novembre 2017, ha annunciato su Twitter di essere deluso dall'attuale stato della politica americana e di aver lasciato il Partito Democratico per registrarsi come indipendente. Ha anche criticato il Democratic National Committee per aver sostenuto Hillary Clinton prima della fine delle primarie democratiche nel 2016.
Morgan è stato consigliere e fundraiser per Bill Clinton, Barack Obama, Hillary Clinton, e Nancy Pelosi.
Morgan ha donato alla campagna presidenziale di Hillary Clinton del 2016. Morgan ha donato 355.000 di dollari al Biden Victory Fund nell'agosto 2020. Morgan è legato al fratello minore di Joe Biden, Frank Biden. Morgan ha portato Frank Biden all'insediamento di Joe Biden con il suo jet privato. Morgan ha detto di aver parlato con Frank Biden delle opportunità di lavoro presso Morgan & Morgan.
Nel gennaio 2024, Morgan ha menzionato la possibilità di candidarsi come indipendente alle elezioni governatoriali della Florida del 2026.

### Legalizzazione della marijuana medica
Motivato dalla paralisi e dalla lotta contro il cancro del fratello minore Tim Morgan, Morgan è stato coinvolto negli sforzi per legalizzare la marijuana medica in Florida dal 2013. La marijuana medica è apparsa come Emendamento 2 della Florida del 2016 sulla scheda elettorale del novembre 2016. Morgan ha contribuito agli sforzi del "sì" donando 6,5 milioni di dollari insieme a pubblicità televisive e radiofoniche a sostegno personale della misura.
Morgan ha organizzato la campagna United for Care ed è stato coinvolto nel cambiamento del linguaggio dell'emendamento 2. L'uso medico della cannabis in Florida è stato legalizzato nel 2016 tramite un emendamento costituzionale. Apparsa sulla scheda elettorale come Emendamento 2, l'iniziativa è stata approvata con il 71% dei voti. Morgan e Jimmy Buffett erano soci in una società di marijuana medica chiamata "Coral Reefer".

## Pubblicazioni
- John Morgan, You Can't Teach Hungry: Creating the Multimillion Dollar Law Firm, E.O. Painter Printing Company, 2011.[2][24]